# Ленвик
Ленвик (норв. Lenvik) — бывшая коммуна в губернии Тромс в Норвегии. 1 января 2020 года была объединена с Бергом, Торскеном и Транёем в коммуну Сенья.
Административный центр — город Финнснес. Официальный язык — нейтральный. Население коммуны на 2007 год составляло 11 160 чел. Площадь — 892,51 км², код-идентификатор — 1931.

## История населения коммуны

Население коммуны за последние 60 лет